# Цанкова
Цанкова (словен. Cankova) — поселення в общині Цанкова, Помурський регіон, Словенія. Висота над рівнем моря: 215,1 м.